# Opstand in de Vendée
De Opstand in de Vendée was een opstand van boeren, clerus, handwerkers en  lagere adel tegen de Franse Revolutie in de landstreek en het latere departement Vendée. Het conflict liep uit op ware oorlog en massamoorden tussen 1793 en 1796. Er bestaat tussen historici controverse over de oorzaken van de opstand en over de aard en omvang van de repressie achteraf.

## Aanloop

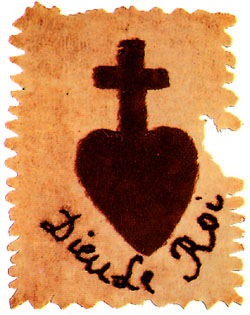
Een insigne van de opstandelingen van de Vendée

Zoals overal in Frankrijk was het platteland rumoerig tijdens de Revolutie. Aanvankelijk stonden de boeren in het westen van Frankrijk afwachtend tegenover de Franse Revolutie. De boerenstand in deze streek was relatief welgesteld en de relatie met de lagere adel, die ter plaatse woonde, was beter dan in andere streken van Frankrijk. Maar uit de cahiers de doléances van Bretagne, Maine, Anjou of Poitou blijkt dat ook hier het platteland zich deels verzette tegen de feodale heren en vooral het verlicht absolutisme. Het ongenoegen met de revolutionaire regering in Parijs groeide naarmate ook de Katholieke Kerk aangepakt werd en meer bepaald wanneer priesters de eed op de grondwet moesten afleggen. Vele priesters werden vervolgd en gezagsgetrouwe priesters uit andere delen van Frankrijk namen hun plaats in. Bovendien werden de gilden opgeruimd en de eeuwenoude voorrechten van de stadsburgerij, de zelfstandige boeren en lage adel werden afgeschaft - waardoor de Revolutie hen nog harder trof dan de hoogste aristocratie die het land reeds ontvlucht was of reeds om het leven gebracht was. Verder stegen de prijzen terwijl de belastingen hoog bleven. De executie van koning Lodewijk XVI op zich lokte geen specifieke reactie uit. Uiteindelijk was het de conscriptie van 300.000 soldaten en later de verplichte legerdienst (levée en masse) die het rumoer deed omslaan in een opstand, zoals bijvoorbeeld ook het geval was met de Boerenkrijg in de Nederlanden. Vendée lag ver van de bedreigde grenzen van Frankrijk in het noorden en het oosten en de noodzaak van de conscriptie werd hier dus minder aangevoeld.

## Verloop
In de vroege lente van 1793 braken op verschillende plaatsen onlusten uit. Mikpunt waren vertegenwoordigers van de overheid, aanhangers van de republiek en priesters die de eed van trouw aan de republiek hadden afgelegd. Midden maart verzamelde Jacques Cathelineau een klein leger dat het opnam tegen de plaatselijke republikeinse troepen. Hetzelfde gold voor Jean-Nicolas Stofflet, een jachtopziener. Ook Maurice d'Elbée, een voormalig cavalerieofficier in het koninklijk leger, verzamelde een groep gewapende mannen. Zijn leger veroverde Chemillé in april. Deze legertjes voegden zich samen om een 'katholiek en koninklijk leger' te vormen. De witten schaarden zich achter het symbool van het Heilig Hart en de leuze Dieu et Roi  ('God en koning'). Het ging om slecht bewapende boeren en landarbeiders. Gedurende de lente groeide het leger aan tot ongeveer 80.000 man en veroverde kleinere steden als Beaupréau, Vihiers, Saumur, Angers, Chemillé, Cholet en Fontenay-le-Comte. Dit gebied kreeg de naam Vendée militaire en omvatte niet alleen Vendée maar ook delen van de departementen Loire-Atlantique, Maine-et-Loire en Deux-Sèvres. Dit aanvankelijke succes kan verklaard worden door de zwakte van het republikeinse leger in de regio.

### Keerpunt
Het keerpunt kwam eind juni toen het opstandelingenleger noordwaarts naar Nantes marcheerde. De aanval tegen deze grote stad was slecht voorbereid en mislukte al na twee dagen. Een van de legerleiders; Jacques Cathelineau, sneuvelde bij de aanval. Op 17 oktober 1793 werd een kleiner opstandelingenleger bij Cholet verslagen door een leger van blauwen (republikeinen, zo genoemd wegens de kleur van hun uniformjas). De opstandelingen behaalden hun overwinningen vaak in een guerrilla-oorlog, maar in reguliere veldslagen toonden ze zich de mindere van het beter getrainde en bewapende leger van de republiek.

### Virée de Galerne

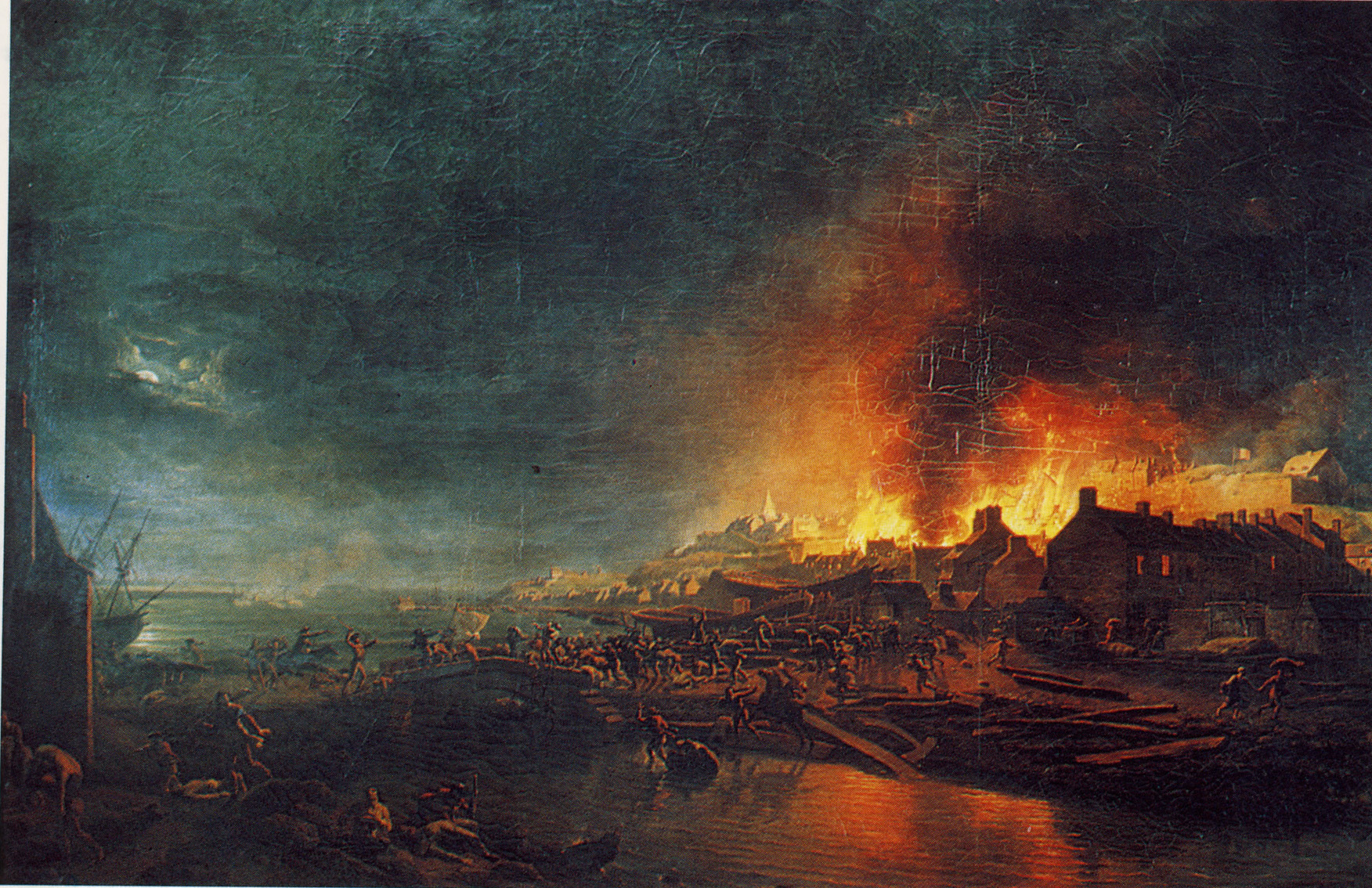
Het beleg van Granville

De generaals van de opstand besloten hun leger naar Bretagne en Normandië te verplaatsen (Virée de Galerne) in een poging om daar aan te sluiten bij een royalistisch leger dat zou worden gesteund door de Britse marine. Zij belegerden in november 1793 de havenstad Granville, maar slaagden er niet in deze Normandische stad te veroveren. Het leger keerde om naar het zuiden maar veel aanhangers besloten om terug naar huis te keren. Het katholiek en koninklijk leger telde nog maar 8.000 man en werd op 23 december 1793 in de Slag bij Savenay verslagen door een republikeins leger van 18.000 man onder leiding van generaal François-Joseph Westermann.

### Repressie

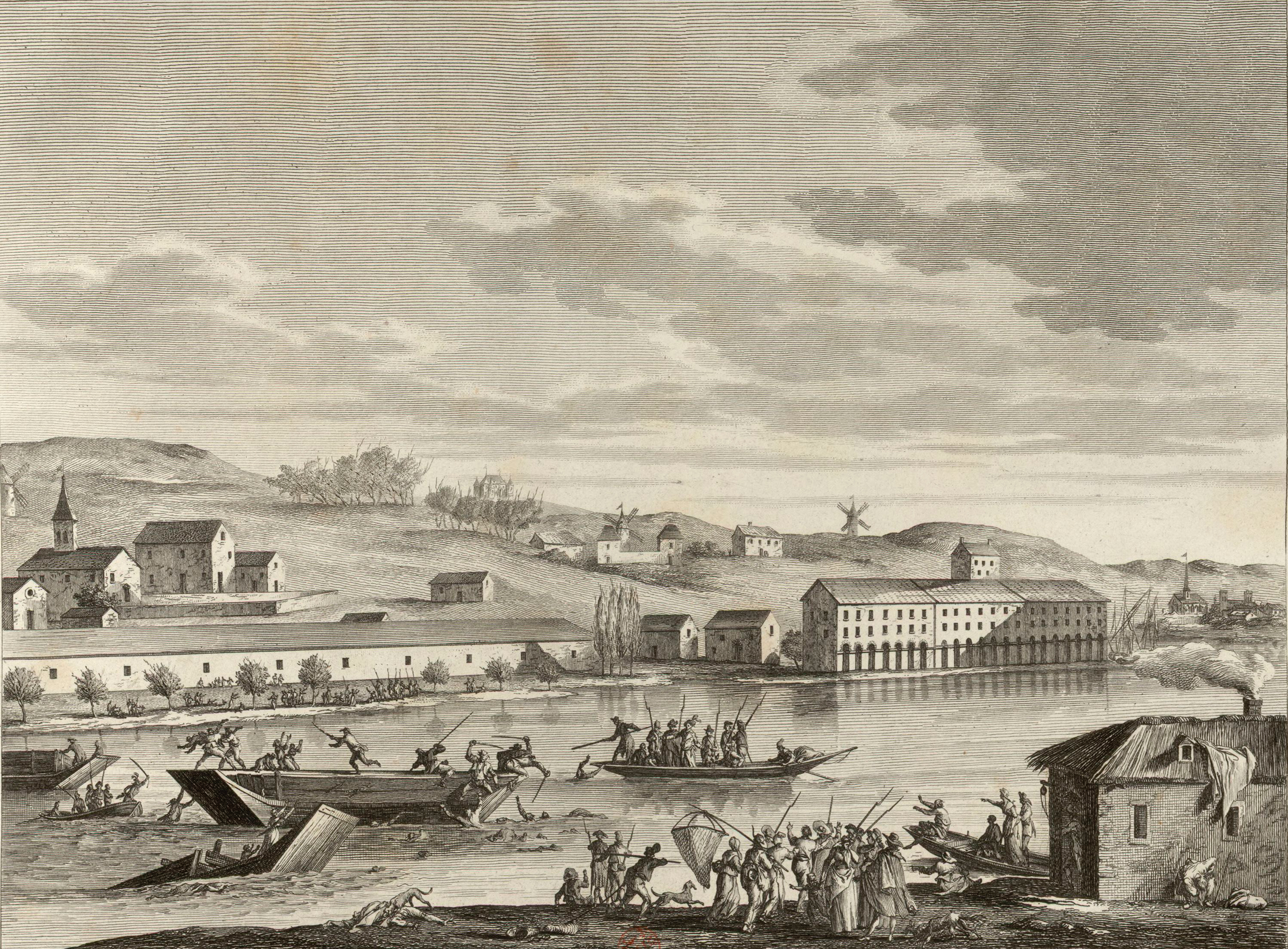
Standrechtelijke executies van gevangen opstandelingen door verdrinking in Nantes

De Nationale Conventie was er intussen in geslaagd twaalf legerdivisies vrij te maken voor het neerslaan van de opstand. In 1794 trokken de Colonnes Infernales ('Helse kolonnes') van generaal Louis-Marie Turreau door Vendée militaire. Zij staken boerderijen en dorpen in brand en vermoorden en arresteerden duizenden inwoners. Zesduizend mensen werden omgebracht door de guillotine of de kogel of werden doodgestoken of verdronken. Deze repressie werkte contraproductief en nieuwe verzetshaarden laaiden op. In februari 1795 werd in La Jaunaye een vredesverdrag gesloten waarbij toegevingen werden gedaan op religieus gebied. Het einde van de opstand wordt gesitueerd op 29 maart 1796 met de terechtstelling van de witte generaal Charette.

## Beoordeling
De opstand in Vendée was niet uniek. Ook in de gebieden ten noorden van Loire brak een opstand uit, de Chouannerie. En ook in andere delen van Frankrijk was het onrustig. Maar het initiële succes en de omvang van de opstand en de repressie achteraf maken deze opstand wel uniek. Tot op heden herinnert nog veel aan de "Franse volkerenmoord" in de Vendée. Tradities, monumenten en de volksaard werden blijvend beïnvloed. In delen van Bretagne vonden soortgelijke slachtingen plaats, maar op geringere schaal.

### Genocide?
Volgens historicus Reynald Sécher zou het zelfs een genocide zijn geweest tegen de bevolking van de Vendée. Deze zienswijze wordt echter sterk bekritiseerd. Hoewel niemand ontkent dat er massamoord is gepleegd, bestaat er onder historici geen consensus of de term genocide, zoals die in 1948 is gedefinieerd in het Genocideverdrag van de Verenigde Naties, erop kan worden toegepast. Het kamp dat ijvert voor erkenning van het conflict als genocide, stelt onder meer dat de revolutionairen een officieel beleid zouden hebben gehad om de Vendéërs uit te roeien omwille van hun religieuze overtuiging. Weerstand tegen erkenning zou volgens hen onder meer gemotiveerd zijn door de wil om de Franse Revolutie positiever af te schilderen dan zij was. Tegenstanders menen echter dat er sprake was van een burgeroorlog waarbij over en weer oorlogsmisdaden zijn begaan, ook door de Vendéërs tegen de revolutionairen, en de term 'genocide' zou de schuld onterecht geheel in de schoenen van de laatsten schuiven.

## In fictie
De historische roman Quatrevingt-treize van Victor Hugo gaat over de opstand in de Vendée.